# Aleksandra Passynkova
Aleksandra Arkadievna Passynkova (en russe : Александра Аркадьевна Пасынкова et en anglais : Aleksandra Pasynkova) est une joueuse de volley-ball russe née le 14 avril 1987 à Sverdlovsk. Elle mesure 1,91 m et joue au poste de réceptionneuse-attaquante. Elle totalise 66 sélections en équipe de Russie.

## Clubs
| Club                 | De        | À         |
| -------------------- | --------- | --------- |
| Dynamo (Moscou Rég.) | 2002-2003 | 2002-2003 |
| Ouralotchka NTMK     | 2003-2004 | 2013-2014 |
| Dinamo Krasnodar     | 2014-2015 | 2015-2016 |
| PSK Sakhaline        | 2016-2017 | 2016-2017 |
| VK Proton Saratov    | 2017-2018 | 2017-2018 |
| Dinamo Kazan         | 2018-2019 | …         |

## Palmarès

### Équipe nationale
- Championnat d'Europe
  - Vainqueur : 2013, 2015.
- Grand Prix mondial
  - Finaliste : 2009, 2015.

### Clubs
- Championnat de Russie
  - Vainqueur : 2004, 2005.
- Coupe de Russie
  - Vainqueur : 2014, 2015.
- Coupe de la CEV
  - Vainqueur : 2015, 2016.
  - Finaliste : 2009, 2014.
- Championnat du monde des clubs
  - Finaliste : 2015.
- Supercoupe de Russie
  - Finaliste : 2018.